# Senecio bombycopholis
Senecio bombycopholis là một loài thực vật có hoa trong họ Cúc. Loài này được Bullock miêu tả khoa học đầu tiên năm 1937.